# Louis-Barthélémy Fréret
Pour les articles homonymes, voir Fréret.
Louis-Barthélemy Fréret, né en 1754  Cherbourg, et mort en 1831, est un peintre français, originaire de la Manche.

## Biographie
En 1785, la reine Marie-Antoinette le nomme son « peintre des fleurs ». Dès lors, il signe ses tableaux « Fréret, peintre de la Reine ». Elle le charge de dessiner les plans des jardins du Petit Trianon à Versailles et de réaliser les maquettes des chaumières de son hameau. L’un de ses tableaux, représentant un Bouquet de fleurs (peint en 1786) est conservé au Musée Thomas-Henry à Cherbourg-en-Cotentin.
Il vivait dans le quartier du Cauchin à Cherbourg, « dans un pavillon caché sous les arbres, au milieu des fleurs, qu'il cultivait avec passion et qui lui servaient de modèles ». Le jardin de sa maison donnait « une idée, en petit, de celui de Versailles par la façon pittoresque dont il était tracé ».

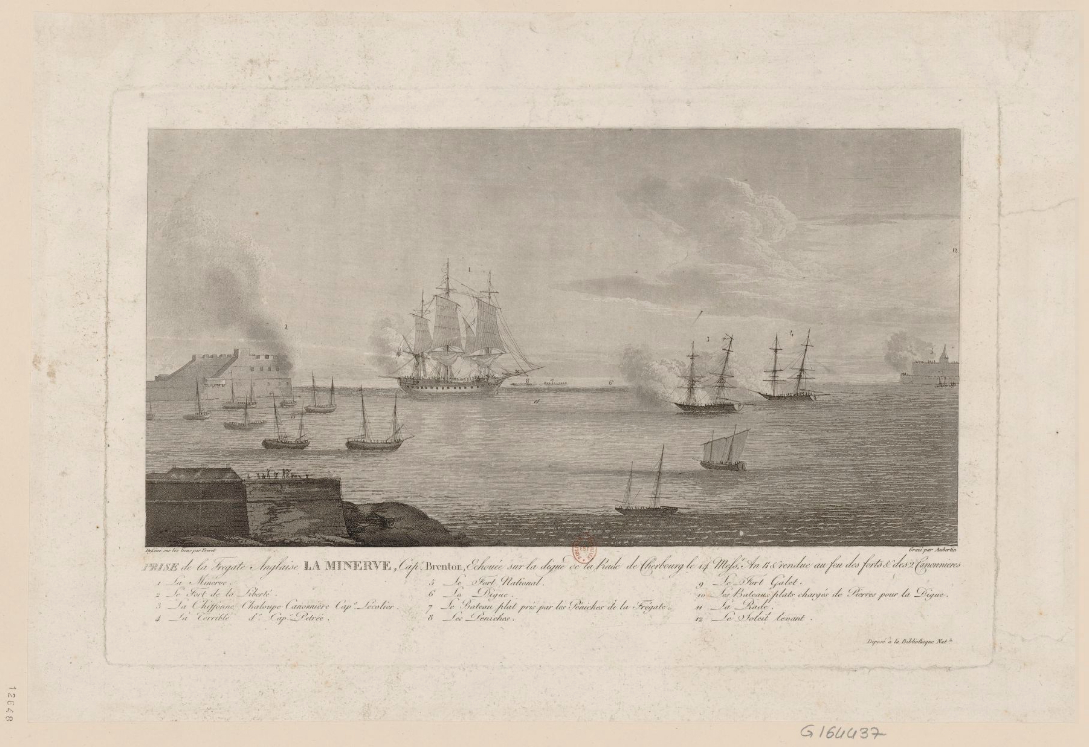
Prise de la frégate anglaise La Minerve, Cap[itaine] Brenton, échouée sur la digue de la rade de Cherbourg le 14 Mess[idor] an II, et rendue au feu des forts et des 2 canonnières, gravure de François Aubertin d'après dessin sur le motif de Fréret.

Il est le fils du sculpteur et peintre Pierre Fréret (1714-1782) et frère du sculpteur François-Armand Fréret (1758-1816).